# Schuttersvissen
De schuttersvissen zijn een familie (Toxotidae) en een geslacht (Toxotes) van vissen die vanuit het water op prooien jagen die op het land leven. 

## Jachtwijze
Door middel van het uitspugen van gedoseerde hoeveelheden water, schieten zij hun prooi van de waterkant in het water. De waterdruppels komen wel vijftien- tot twintigmaal zo hoog als de vis lang is en ze zijn effectief tot op een hoogte van acht- tot tienmaal de lichaamslengte van de vis. Prooidieren van de schuttersvis lopen uiteen van spinnen, vliegen en zelfs kleine hagedissen.
Het schot van de schuttersvis varieert al naargelang de grootte van de prooi en overtreft doorgaans het pakvermogen van de prooi met een factor tien. Onderzoek van Schleger et al. toont aan dat het inschattingsvermogen van de schuttersvis niet aangeleerd is, maar evolutionair bepaald.

## Verspreiding en leefgebied
Schuttersvissen komen voor in de kustwateren en laaglandrivieren van Zuidoost-Azië, van Sri Lanka tot Australië.

## Soorten
- Toxotes blythii Boulenger 1892
- Toxotes chatareus Hamilton 1822 (Schuttersvis)
- Toxotes jaculatrix Pallas 1767
- Toxotes kimberleyensis Allen 2004
- Toxotes lorentzi Weber 1910
- Toxotes microlepis Günther 1860
- Toxotes oligolepis Bleeker 1876